# Целебесский сорокопутовый личинкоед
Целебесский сорокопутовый личинкоед (лат. Celebesica abbotti) — вид птиц из семейства личинкоедовых. Единственный представитель рода Celebesica. Эндемик индонезийского острова Сулавеси. Подвидов не выделяют. Видовое название дано в честь американского врача, путешественника, мецената, натуралиста и орнитолога Уильяма Луиса Абботта (лат. William Louis Abbott, 1860—1926). Ранее данный вид включали в состав рода Coracina, который был разделен на основании результатов молекулярно-филогенетического исследования, опубликованного в 2010 году, и Coracina abbotti был выделен в монотипический род Celebesica.

## Описание
Целебесский сорокопутовый личинкоед достигает длины около 20 см. У взрослых самцов верхняя часть тела тёмно-синевато-серая. Лоб, боковые части головы, подбородок и горло чёрные. Маховые перья чёрные; второстепенные, третьестепенные маховые перья и верхние кроющие перья крыльев тёмно-синевато-серые; два центральных рулевых перьев тёмно-синевато-серые, остальные рулевые перья чёрные. Нижняя часть тела и нижние кроющие перья крыльев белые; радужка красная; клюв и ноги чёрные. У самок затылок и горло серого цвета. Молодые и неполовозрелые особи не описаны.
Песня представляет собой две тихие ноты, за которыми следует трель из четырёх нот. Обычная позывка — тонкое, высокое, нисходящее «thip»; в полете издает резкое «tseet».

## Места обитания и биология
Целебесский сорокопутовый личинкоед является эндемиком острова Сулавеси. Встречается на севере, северо-западе и северо-востоке острова. Обитает в горных лесах на высоте 1200—2500 м над уровнем моря, в основном выше 1400 м.
Питается насекомыми. Добывает пищу в кронах деревьев. Часто присоединяется к смешанным группам кормящихся птиц. Биология размножения не исследована.